# Hōlualoa
Hōlualoa är en census designated place i Hawaii County, Hawaii, USA, med 6 107 invånare vid folkräkningen år 2000. Av dessa bor cirka 90 procent i själva centralorten.